# Classe AA-1
Pour les autres classes de navires du même nom, voir classe T.
La classe AA-1 est une classe composée de trois sous-marins expérimentaux construits pour la marine américaine vers la fin de la Première Guerre mondiale, entre 1916 et 1919, destinés à produire un sous-marin de grande endurance et à grande vitesse. La conception ne rencontre pas le succès espéré et aucun des sous-marins ne verra le service actif. Cependant, les leçons apprises seront appliquées à la conception des derniers V-boats. La classe est ensuite rebaptisée classe T.

## Conception
Au début des années 1910, une douzaine d'années seulement après l'inauguration du Holland en tant que principale force sous-marine de la marine américaine, les stratèges navals espéraient déjà des sous-marins pouvant fonctionner comme des navires de reconnaissance à longue portée, en collaboration plus étroite avec la flotte de surface que les classes existantes de la marine, déjà conçus principalement pour la défense côtière. Ces sous-marins « de flotte » fictifs seront nécessairement plus grands et mieux armés, mais dotés surtout d'une vitesse de surface d'environ 21 nœuds pour pouvoir manœuvrer avec les cuirassés à 21 nœuds autour desquels la flotte de combat a été construite. C'est la vitesse de conception de la classe Delaware et des cuirassés ultérieurs, y compris les cuirassés de type standard en construction dans les années 1910/1920.
Au cours de l'été 1913, l'architecte naval en chef d'Electric Boat, l'ancien constructeur naval Lawrence York Spear, propose deux plans préliminaires de navires de la flotte pour le programme de 1914 de la marine. Dans l'autorisation de huit sous-marins qui s'ensuivra, le Congrès précise que l'un d'eux « devra être de type maritime pour avoir une vitesse de surface d'au moins vingt nœuds ». Le premier navire, construit en juin 1916, est nommé Schley en l'honneur du héros de la guerre hispano-américaine Winfield Scott Schley. Avec un déplacement de 1 106 tonnes en surface et 1 487 tonnes en immersion, pour une longueur de 82 m, le Schley (plus tard AA-1, et enfin T-1) est deux fois plus grand que n'importe quel sous-marin américain précédent. Seul inconvénient de sa grande taille est la profondeur de conception, réduite de 61 à 46 m. Pour atteindre la vitesse de surface requise, deux moteurs diesel en tandem de 1 000 chevaux (750 kW) sur chaque arbre entraîne des hélices doubles, et un générateur diesel séparé est fourni pour charger les batteries. Malgré leur vitesse de conception de 20 nœuds atteinte en 1915, les trois navires jumeaux expérimentaux (AA-2, plus tard T-2 ; et AA-3, plus tard T-3), les problèmes insolubles de vibration de torsion avec leurs moteurs tandem les rendront très inconfortables. Les moteurs étant embrayés, il est impossible de synchroniser parfaitement leur fonctionnement.
L'usine d'ingénierie comprend quatre moteurs diesel à six cylindres à quatre temps de la New London Ship and Engine Company (NELSECO), de 1 000 ch (750 kW) chacun en deux paires en tandem, et deux moteurs électriques principaux Electro Dynamic Co., de 675 ch (503 kW) chacun, entraîné directement par les moteurs. Deux batteries Exide à 60 cellules fournissent une alimentation immergée. Un générateur diesel auxiliaire à quatre cylindres à quatre temps NELSECO est inclus pour charger les batteries pendant que les moteurs principaux fonctionnent à grande vitesse. De 1923 à 1927, le T-3 est remotorisé avec deux diesels dix cylindres à quatre temps Maschinenfabrik Augsburg Nürnberg AG (MAN) de fabrication allemande, de 2 350 ch (1 750 kW) chacun.
En plus des quatre tubes lance-torpilles de 18 pouces (450 mm) à la proue, la conception incorpore deux tubes lance-torpilles externes doubles mobiles dans la superstructure du pont, immédiatement en avant et en arrière de la coque. Ceux-ci peuvent tirer sur l'un ou l'autre côté, mais pas de face (avant ou arrière). Deux canons de pont rétractables de 3 pouces/23 calibres sont également équipés. Comme pour les autres conceptions de sous-marins américains contemporains, la classe AA-1 est optimisée pour une vitesse immergée élevée, avec une coque non épaisse et des canons de pont rétractables. En août 1918, le T-1 est réarmé expérimentalement avec un seul canon rétractable de 4 pouces/50 calibres au détriment des tubes lance-torpilles mobiles vers l'avant, probablement pour tester l'effet d'un canon plus gros sur la vitesse immergée ainsi que pour fournir plus de puissance de feu. Des canons de pont sous-marins plus gros sont envisagés car de nombreux sous-marins allemands sont équipés de canons jusqu'à 105 mm et certains équipés de canons de 150 mm (5,9 pouces). Le canon de 4 pouces deviendra plus tard la norme sur les sous-marins de la classe S,,,,. Les tubes mobiles sont retirés de la conception au moment où les AA-2 et AA-3 sont mis en service, seul l'AA-1 en étant équipé.

## Service
Ils sont basés à Hampton Roads, en Virginie, dans le cadre de la 15e division sous-marine de la flotte de l'Atlantique et sont utilisés pour l'entraînement et les manœuvres. Le 23 août 1917, le Schley est rebaptisé AA-1 avant le lancement, pour libérer le nom du destroyer Schley. Le 17 juillet 1920, les trois bateaux sont reclassés en tant que sous-marins de la flotte et reçoivent les numéros de coque SF-1, SF-2 et SF-3. Leurs noms sont changés de la série AA en T-1, T-2 et T-3 le 22 septembre 1920.
Les trois navires sont mis hors service en 1923 et entreposés à Philadelphie, en Pennsylvanie. Entre 1925 et 1927, le T-3 est remis en service afin de tester les moteurs diesels de construction allemande (moteurs MAN de 2 350 ch), puis retourne à Philadelphie. Tous trois sont rayés du Naval Vessel Register le 19 septembre 1930 et vendus pour démolition le 20 novembre 1930.

## Navires de la classe

### USSSchley,AA-1,T-1
- Désignation : sous-marin n° 52, SS-52, SF-1
- Constructeur :  États-Unis (Fore River Shipbuilding à Quincy, Massachusetts)
- Pose de la quille : 21 juin 1916
- Lancement : 25 juillet 1918
- Opérateur : US Navy
- Mise en service : 30 janvier 1920
- Désarmement : 5 décembre 1922
- Sort : vendu pour démolition le 20 novembre 1930
- Opérations : essais et formation des équipages

### USSAA-2,T-2
- Désignation : sous-marin n° 60, SS-60, SF-2
- Constructeur :  États-Unis ( Fore River Shipbuilding à Quincy, Massachusetts)
- Pose de la quille : 31 mai 1917
- Lancement : 6 septembre 1919
- Opérateur :  US Navy
- Mise en service : 7 janvier 1922
- Désarmement : 16 juillet 1923
- Sort : vendu pour démolition le 20 novembre 1930
- Opérations : formation des équipages

### USSAA-3,T-3
- Désignations : sous-marin n° 61, SS-61, SF-3
- Constructeur :  États-Unis (Fore River Shipbuilding à Quincy, Massachusetts)
- Pose de la quille : 21 mai 1917
- Lancement : 24 mai 1919
- Opérateur :  US Navy
- Mise en service : 7 décembre 1920
- Désarmement : 14 juillet 1927
- Sort : vendu pour démolition le 20 novembre 1930
- Opérations : formation des équipages, essais moteurs